# Neonesidea roquebrunensis
Neonesidea roquebrunensis is een mosselkreeftjessoort uit de familie van de Bairdiidae. De wetenschappelijke naam van de soort is voor het eerst geldig gepubliceerd in 1942 door Rome.